# Magodu, Sira
Magodu là một làng thuộc tehsil Sira, huyện Tumkur, bang Karnataka, Ấn Độ.